# Amonijum
Amonijum katjon je pozitivno naelektrisani poliatomski jon sa hemijskom formulom NH+
4. On se formira protonacijom amonijaka ({\displaystyle {\ce {NH3}}}). Amonijum je isto tako opšte ime za pozitivno naelektrisane ili protonovane supstituisane amine i kvaternarne amonijum katjone (NR+
4), gde je jedan ili više atoma vodonika zamenjen organskom grupom (označenom sa R).

## Kiselo bazna svojstva
Amonijumski jon se formira kad amonijak, koji je slaba baza, reaguje sa Brenstedovim kiselinama (donorima protona):
Amonijum jon je blago kiseo i reaguje sa Brenstedovim bazama, pri čemu se vraća u nenaelektrisani molekul amonijaka:
Tretman koncentrovanih rastvora amonijačnih soli sa jakom bazom dovodi do oslobađanja amonijaka. Kad je amonijak rastvori u vodi, mala količina se pretvara u amonijumske jone:
Stepen u kome amonijak formira amonijačne jone zavisi od pH vrednosti rastvora. Ako je pH nizak, ravnoteža se pomera na desno: više amonijačnih molekula se konvertuje u amonijum jone. Ako je pH visok (koncentracija vodoničnih jona je niska), ravnoteža se pomera na levo: hidroksidni jon apstrahuje proton iz amonijum jona i generiše amonijak.
Formiranje amonijumskih jedinjenja se isto tako može odvijati u parnoj fazi; na primer, kad amonijačna para dođe u kontakt sa hlorovodoničnom parom, nastaje beli oblak amonijum hlorida, koji se vremenom sleže u vidu čvrstog tankog belog sloja na površinama.
Konverzija amonijuma nazad u amonijak se lako ostvaruje dodavanje jake baze.

## Amonijum soli
Amonijum katjon je prisutan u raznim solima kao što su amonijum karbonat, amonijum hlorid, i amonijum nitrat. Najjednostavnije amonijum soli su veoma rastvorne u vodi. Jedan izuzetak je amonijum heksahloroplatinat, čije formiranje je nekad korišteno kao test za amonijum. Amonijum soli nitrata i posebno perhlorata su veoma eksplozivne. U tim slučajevima amonijum je redukujući agenas.
U jednom neobičnom procesu, amonijum joni formiraju amalgam. Ovakva jedinjenja se pripremaju elektrolizom amonijum rastvora koristeći živinu katodu. Ovako formiran amalgam se vremenom razlaže uz otpuštanje amonijaka i vodonika.